# Videostar
Videostar è un canale televisivo regionale italiano privato della Lombardia, con sede operativa televisiva in provincia di Bergamo. Il segnale è ricevibile anche in parte dell'Emilia-Romagna, del Veneto, del Piemonte. Trasmette attraverso la frequenza del canale 87.
Esiste un canale omonimo Videostar e Videostar 2 anche in Sicilia.

## La storia
L'emittente, nata nel maggio 2001 si espande velocemente nel periodo 2002-2008 attraverso strategiche acquisizioni impiantistiche da altre emittenti, che, dopo l'importantissimo presidio di Milano città (canale VHF A ex Audiovision e canale UHF 61 ex Tele NBC), in breve la portano ad illuminare aree anche molto distanti dal bacino d'utenza d'elezione, quali il lago Maggiore, la Svizzera Italiana, Varese, Como, Torino, Cuneo, Mantova, Verona e il lago di Garda. Inoltre, nel corso del 2009, conclude accordi con altre stazioni per la veicolazione del proprio prodotto editoriale (e viceversa) in tecnica digitale.
Il palinsesto è di tipo generalista con trasmissioni di attualità, cultura e sport (serie D ed Eccellenza). Negli scorsi anni sono state trasmesse serie televisive americane e non di recente produzione oltre a cicli di generi cinematografici quali western, horror e commedie, oltre a numerosi cartoni animati degli anni '80 e '90.
Videostar è una delle prime emittenti lombarde a trasmettere in tecnica digitale terrestre operante 24 ore su 24. Dal 17 maggio 2010 la quasi totalità degli impianti su territorio lombardo trasmettono esclusivamente in modalità digitale. Il giorno 11 novembre 2010 comincia a trasmettere all'interno del suo bouquet digitale contenuti in alta definizione in via sperimentale diventando così la prima tv locale lombarda a veicolare all'interno della propria offerta programmi in questa modalità.

## Programmi

### Notiziari
- Meteo Star
- Star News
- Star News Flash
- Tg Sport

### Autoproduzioni
- Incontri Ravvicinati
- Il Diario di Videostar
- Mettetevi Scomodi
- Parliamo D Calcio
- Sciarada
- Ti amerò per sempre
- Turisti a casa nostra
- Tuttifrutti

#### Autoproduzioni terminate nelle passate stagioni TV
- 45º Parallelo
- Amuse Bouche
- Autoincontri
- Niente Dolce Grazie
- Orsa Maggiore
- Pausa Caffè
- Pergolè
- Punto&Virgola
- La B Zona
- L'Edicola
- Lombardia Fuori Porta

### Ragazzi
- A casa di Gloria
- Argai
- Aqualuna
- Aquarion
- Duel Masters
- Gigi la trottola
- I predatori del tempo
- He-Man
- Yattaman
- Jane e Micci (Samurai no Taiyō
- La famiglia Glady
- Le nuove avventure di Ocean Girl
- Lo strano mondo di Minù
- Merrie Melodies
- Ocean Girl
- Patatapunfete
- She-Ra, la principessa del potere
- Sorriso d'argento
- Star Trek - La serie animata
- Starblazers
- Toc e Viky
- Transformers: Energon

### Serie TV
- Ai confini dell'Arizona
- Alice
- Andromeda
- Blue Heelers
- Bugs - Le spie senza volto
- Charleston
- Detective per amore
- Diamonds
- F.B.I.
- Halifax
- Il profumo del potere
- L'albero delle mele
- La febbre del deserto
- Lassie
- Mutant X
- PSI Factor
- Sanford and Son
- Schimansky
- Street Legal
- The Collaborators
- The Collector
- Un salto nel buio

### Telenovelas
- Maria Maria
- Rosa de lejos
- Top Models
- Veronica